# اسقف‌نشین انگلیکان سات‌ارک
اسقف‌نشین انگلیکان سات‌ارک (انگلیسی: Anglican Diocese of Southwark) بخشی تشکیل دهنده از استان کانتربری کلیسای انگلستان در کشور انگلستان است. این اسقف‌نشین که در سال ۱۹۰۵ میلادی تاسیس شده است شامل ۳۷۰ کلیسا می‌باشد و مرکز آن کلیسای جامع سات‌ارک است.